# توسک سفلی
توسک پایین (عربی: التوسک السفلی)، روستایی تاریخی از توابع بخش مرکزی شهرستان ملایر در استان همدان ایران از باختر با روستای جوزان و از خاور با روستای مانیزان همسایه است.با توجه به قرار گرفتن روستا در دامنه کوه لشگردر و عبور رودخانه از وسط ده روستای توسک پایین بسیار خوش آب و هوا است. مردم متمول روستا بسیار خونگرم و مهمان نواز و اصیل هستند.شغل اکثر مردم روستا باغداری است بیشتر زمین های روستا باغ انگور می باشد٫محصولات روستا عبارت است از انگور٫کشمش٫سایه خشک٫ گردو٫ بادام٫زردآلو٫آلوچه٫گیلاس و گل محمدی. در کنار باغات انگور این روستا کارخانه های تهیه وبسته بندی و صادرات کشمش دایر میباشد که عمده صادرات این کارخانجات به کشورهای  امارات و اوکراین و عراق می باشد از مهمترین این کارخانه جات می توان به کارخانه کشمش فرهادی و حاتمی اشاره کرد.
نام های خانوادگی یارمحمد توسکی  فرهاد توسکی و بابایی توسکی و حاتمی  از نام هاي خانوادگی بزرگ این روستا می باشد

## جمعیت
این روستا در نزدیکی دهستان جوزان قرار دارد و براساس سرشماری مرکز آمار ایران در سال ۱۳۹۵، جمعیت آن ۵۶۴ نفر (۱۶۳خانوار) بوده‌است.